# Bảo tàng Cứu hỏa Małopolska ở Alwernia
Bảo tàng Cứu hỏa Małopolska ở Alwernia (tiếng Ba Lan: Małopolskie Muzeum Pożarnictwa w Alwerni) là một bảo tàng tọa lạc tại số 10 Phố Korycińskiego, Alwernia, Ba Lan. Bảo tàng Cứu hỏa Małopolska ở Alwernia là bảo tàng về chữa cháy lâu đời nhất ở Ba Lan.

## Lược sử hình thành
Bảo tàng Cứu hỏa Małopolska ở Alwernia được thành lập vào ngày 4 tháng 5 năm 1953 theo khởi xướng của Zbigniew Konrad Gęsikowski. Bảo tàng được thành lập nhân ngày kỷ niệm Nhà thờ Công giáo Thánh Florian - vị thánh bảo trợ của lính cứu hỏa.

## Triển lãm
Kể từ khi thành lập đến nay, bộ sưu tập của Bảo tàng Cứu hỏa Małopolska ở Alwernia liên tục mở rộng và hiện đang bao gồm hàng trăm hiện vật. Những hiện vật đặc biệt có giá trị là: xe ngựa (được sản xuất vào các năm 1910, 1912, 1913), các loại xe (Mercedes được sản xuất vào năm 1926, xe Fiat của Ba Lan được sản xuất vào năm 1936), máy bơm động cơ, mũ bảo hiểm, biểu ngữ, và các thứ khác. Phần lớn những hiện vật này là quà tặng từ các đơn vị cứu hỏa từ khắp nơi trong và ngoài nước được Zbigniew Konrad Gęsikowski sưu tầm.
Bảo tàng còn trưng bày bộ sưu tập huy chương, huy hiệu, ảnh, và các thứ khác. Ngoài ra, Bảo tàng còn tổ chức các triển lãm liên quan đến lịch sử của Alwernia và các vùng phụ cận.